# Lobophytum gazellae
Lobophytum gazellae är en korallart som beskrevs av Moser 1919. Lobophytum gazellae ingår i släktet Lobophytum och familjen läderkoraller. Inga underarter finns listade i Catalogue of Life.